# Piróg
Piróg (prononciation : [ˈpiruk]) est un village polonais de la gmina de Stromiec dans le powiat de Białobrzegi de la voïvodie de Mazovie dans le centre-est de la Pologne.
Il se situe à environ 2 kilomètres au sud-ouest de Stromiec (siège de la gmina), 10 kilomètres à l'est de Białobrzegi (siège du powiat) et à 65 kilomètres au sud de Varsovie (capitale de la Pologne).

## Histoire
De 1975 à 1998, le village appartenait administrativement à la voïvodie de Radom.